# معقد مناعي

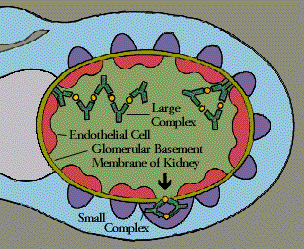
Immune Complex Diseases

المُعَقَّدٌ المَناعِيّ (بالإنجليزية: Immune complex) هو معقد مكون من جسم مضاد و مستضد قابل للذوبان. بعد أن يتحدا ويتكون المعقد المناعي يمكن أن يحدث لهذا المعقد عددٌ من الأفعال. اما ان تساهم جملة المتممة أو تتم له عملية الطهاية أو البلعمة أو تعالج بواسطة انزيم البروتييز. كريات الدم الحمراء تحمل على سطحها الخارجي مستقبل باسم CR-1 ترتبط هذه المستقبلات بنظيرتها في المعقد المناعي المسماة بـ C3B وتنقل المعقد المناعي إلى البالعات والتي توجد في الغالب في الكبد أو الطحال لتعود بعدها إلى الدورة الدموية من جديد.
قد تتسبب المعقدات المناعية ببعض الأضرار لجسم الإنسان نتيجة ترسبها في بعض أعضاء الجسم مثل بعض الاشكال المعينة لالتهابات الأوعية الدموية والتي تصنف من النوع الثالث لفرط التحسس.
وكذلك ترسبها هو أحد السمات المميزة لكثير من أمراض المناعة الذاتية مثل الذئبة الحمراء و التهاب المفاصل الروماتويدي و تصلب الجلد و متلازمة شيغرن ووجود الغلوبولينات البردية في الدم.

## وصلات خارجية
- immunecentral.com
- www.immune-complex.ch نسخة محفوظة 23 مايو 2013 على موقع واي باك مشين.